# Abrahel
Abrahel serait un succube (démon femelle) apparue en 1581 dans le Limbourg et décrit par Nicolas Rémy dans son ouvrage  Démonolâtrie (1592).
En 1581, le démon se serait montré à un berger dénommé Pierron, au village de Dalhem, dans le Limbourg. Tombé follement amoureux d'Abrahel, le berger aurait accepté en tant que gage d'attachement, de lui sacrifier son unique fils. Ce dernier, ayant croqué une pomme empoisonnée, serait de fait mort sur le coup. Poursuivi par les remords, Pierron aurait supplié Abrahel de lui redonner son enfant. Le démon aurait accepté à la condition d'un culte d'adoration totale. Pendant un an, le fils survécut tant bien que mal, mais finit par décéder. On dit que son corps était d'une puanteur inexprimable. Son père l'enterra dans son champ.

## Démonologie
Démon succube qui prend les traits de la femme convoitée et qui peut d'ailleurs se faire féconder à sa place. Dès la conception, Abrahel entre dans le fœtus et s'en nourrit. À l'avortement, le démon se transfère dans le ventre de la femme et provoque des saignements dès qu'un acte sexuel se produit. Ce succube s'extirpe très difficilement et rend l'acte sexuel presque impossible ou tout du moins fort douloureux.